# Mariana Valadão
Mariana Machado Valadão (Belo Horizonte, 3 luglio 1984) è una cantante brasiliana.

## Biografia
Ha per anni fatto parte della formazione musicale Diante do Trono, di ispirazione battista, fondata da sua sorella Ana Paula. Nel 2008 ha intrapreso la carriera da solista. Nel 2009 le è stato assegnato il Trofeu Talento. 

## Vita privata
Sposata dal 2007, ha tre figli, Tito, Dani e Bella.

## Discografia da solista
- Mariana Valadão (2008)
- De Todo Meu Coração (2009)
- Vai Brilhar (2011)
- Santo (2013)